# Mouriri pachyphylla
Mouriri pachyphylla är en tvåhjärtbladig växtart som beskrevs av Karl Ewald Maximilian Burret. Mouriri pachyphylla ingår i släktet Mouriri och familjen Melastomataceae.
Artens utbredningsområde är Colombia. Inga underarter finns listade i Catalogue of Life.